# Anthony Fiala
Anthony Fiala   (Jersey City, 19 de setembre de 1869 - Brooklyn, 8 d'abril de 1950) fou un explorador estatunidenc que va estudiar a la Cooper Union i la National Academy of Design de Nova York. Durant els primers anys de vida fou dissenyador litogràfic, químic, dibuixant, cap del departament d'art i gravat del Daily Eagle (1894–99) de Brooklyn i corresponsal d'aquest diari a la Guerra hispano-estatunidenca.
El 1901 i 1902 va acompanyar l'expedició al Pol Nord de Baldwin i Ziegler com a fotògraf. De 1903 a 1905 va comandar l'expedició polar Ziegler, enviada per Ziegler des de Tromsø, el juliol de 1903. El partit va arribar als 82° 4' N i va inspeccionar la Terra de Francesc Josep, però va perdre el seu vaixell, Amèrica, a la badia de Teplitz, i no va aconseguir arribar al Pol. Un equip de salvament, enviat per William S. Champ, va trobar Fiala i els seus homes al cap de Dillon el juliol de 1905 i els va portar a casa.
El novembre de 1907, el capità George Comer va establir amb èxit una base de provisions a l'Àrtida per a l'expedició de Fiala de 1908. El 1914 Fiala va acompanyar a Theodore Roosevelt en l'expedició científica Roosevelt-Rondon a zones fins aleshores inexplorades del Brasil. Va escriure Troop "C" in Service (1899) i Fighting the Polar Ice (1906).